# Paul Fuhrmann (Politiker, 1872)
Paul Fuhrmann (* 28. März 1872 in Stolp; † 1942 in Wien) war Rittergutsbesitzer und Mitglied des Deutschen Reichstags.

## Leben
Fuhrmann besuchte das Gymnasium in Stolp und studierte in Berlin von 1892 bis 1895 Geschichte und Kunstgeschichte. Ab 1896 war er Landwirt auf seinem Rittergut in Walsleben, darüber hinaus besaß er mehrere Rittergüter in Schlesien und der Altmark. Von 1913 bis 1918 war er Generalsekretär der Nationalliberalen Partei. 1912 schloss er sich dem Altnationalliberalen Reichsverband an und 1917 der Deutschen Vaterlandspartei.
Von 1907 bis 1912 war er Mitglied des Deutschen Reichstags für den Wahlkreis Regierungsbezirk Magdeburg 2 Stendal, Osterburg und die Nationalliberale Partei. Zwischen 1913 und 1918 war er auch Mitglied des Preußischen Abgeordnetenhauses, in dem er als Abgeordneter den Wahlkreis Arnsberg 6 (Hamm – Soest) vertrat.